# ویلیام برایانت
ویلیام برایانت (به انگلیسی: William Bryant) بازیکن فوتبال زادهٔ ۱ مارس ۱۸۹۹ اهل انگلستان بود که سابقهٔ بازی در تیم ملی فوتبال انگلستان را در کارنامهٔ خود دارد. وی در تاریخ ۲۱ مه ۱۹۲۵ تنها بازی ملی خود را در مقابل تیم ملی فوتبال فرانسه انجام داد.